# Chiesa di San Michele Arcangelo (Cinigiano)
La chiesa di San Michele Arcangelo è una delle chiese di Cinigiano.

## Storia e descrizione
Sede di fonte battesimale alla metà del Quattrocento, fu riedificata alla fine del Cinquecento, quando fu realizzata la facciata in mattoni animata da lesene con un rosone centrale e un coronamento ad archetti. Nel transetto si trovano due eleganti altari con la Trinità con angeli, di bottega nasiniana, e la venerata Madonna delle Grazie di Daniele Lonati (1793).
L'opera di maggior rilievo è la Crocifissione e i Santi Francesco, Marco e Sigismondo (1601) di Francesco Vanni. Il dipinto seicentesco con San Giovanni Battista e la Madonna col Bambino che consegna lo scapolare a San Simone Stock è interessante per la veduta di Cinigiano nello sfondo. Da segnalare l'acquasantiera a fusto (1596), e un mobile da sacrestia dell'inizio del Seicento.